# سيارة فاخرة
 سيارة فاخرة هو مصطلح بريطاني لسيارة كبيرة تعادل تصنيف الفئة الأوروبية. السيارات التنفيذية أكبر من السيارات التنفيذية المدمجة ( والسيارات متوسطة الحجم المكافئة غير الفاخرة) ، وأصغر من سيارات الصالون الفاخرة/سيارات السيدان كاملة الحجم.

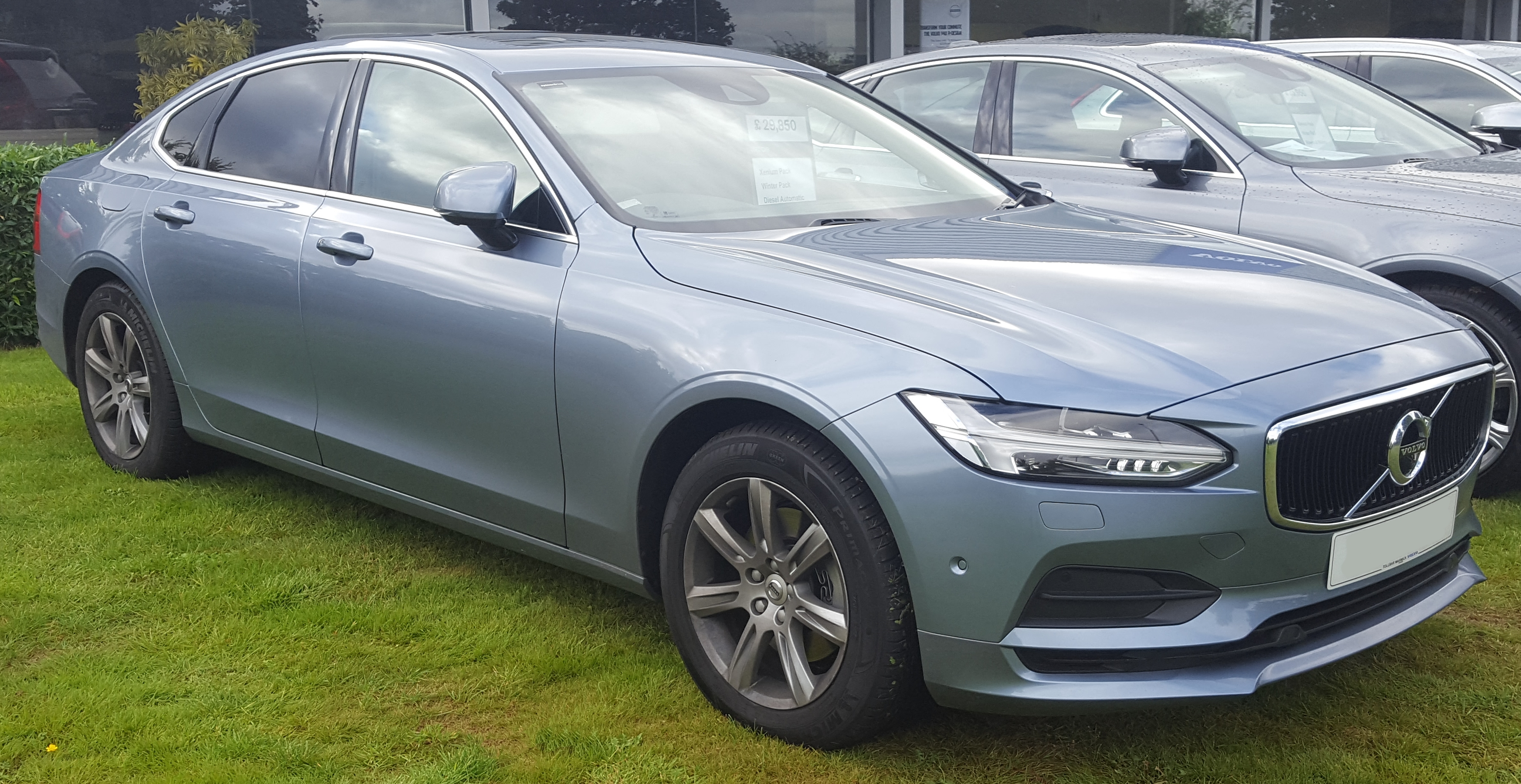
سيارة فولفو إس 90 (2017) يعتبرها البعض «سيارة فاخرة»

تم اعتماد المصطلح أيضًا من البرنامج الأوروبي لتقييم السيارات الجديدة (Euro NCAP)، وهي منظمة أوروبية تأسست لاختبار سلامة السيارة.

## خلفية
تمت صياغة المصطلح في الستينيات لوصف السيارات التي تستهدف المحترفين والمديرين.
قبل تسعينيات القرن الماضي، كانت السيارات التنفيذية سيارات سيدان نموذجية، ولكن في السنوات الأخيرة تم إنتاجها أيضًا في أنماط جسم أخرى، مثل ستيشن واغن والسيارات المكشوفة، والكوبيه وإصدارات هاتشباك ذات الخمسة أبواب.